# Notiospathius angustus
Notiospathius angustus är en stekelart som beskrevs av Marsh 2002. Notiospathius angustus ingår i släktet Notiospathius och familjen bracksteklar. Inga underarter finns listade i Catalogue of Life.